# Annette Weissenrieder
Annette Weissenrieder (* 1967 in Karlsruhe) ist eine deutsche evangelische Theologin.

## Leben
Sie studierte in Heidelberg und Jena Theologie und Münzkunde. Sie wurde 2001 mit ihrer Arbeit über die Krankheitsbilder im Lukasevangelium bei Gerd Theißen an der Universität Heidelberg promoviert. Nach mehreren Stationen als wissenschaftliche Mitarbeiterin in Deutschland und zahlreichen Gastaufenthalten an renommierten US-amerikanischen Universitäten wie Harvard wechselte sie 2008 als Professorin für das Neue Testament an das San Francisco Theological Seminary. Seit Oktober 2017 lehrt sie als Professorin für Exegese und Theologie des Neuen Testaments an der Theologischen Fakultät der Universität Halle-Wittenberg.